# Hubert Huppertz (Chemiker)

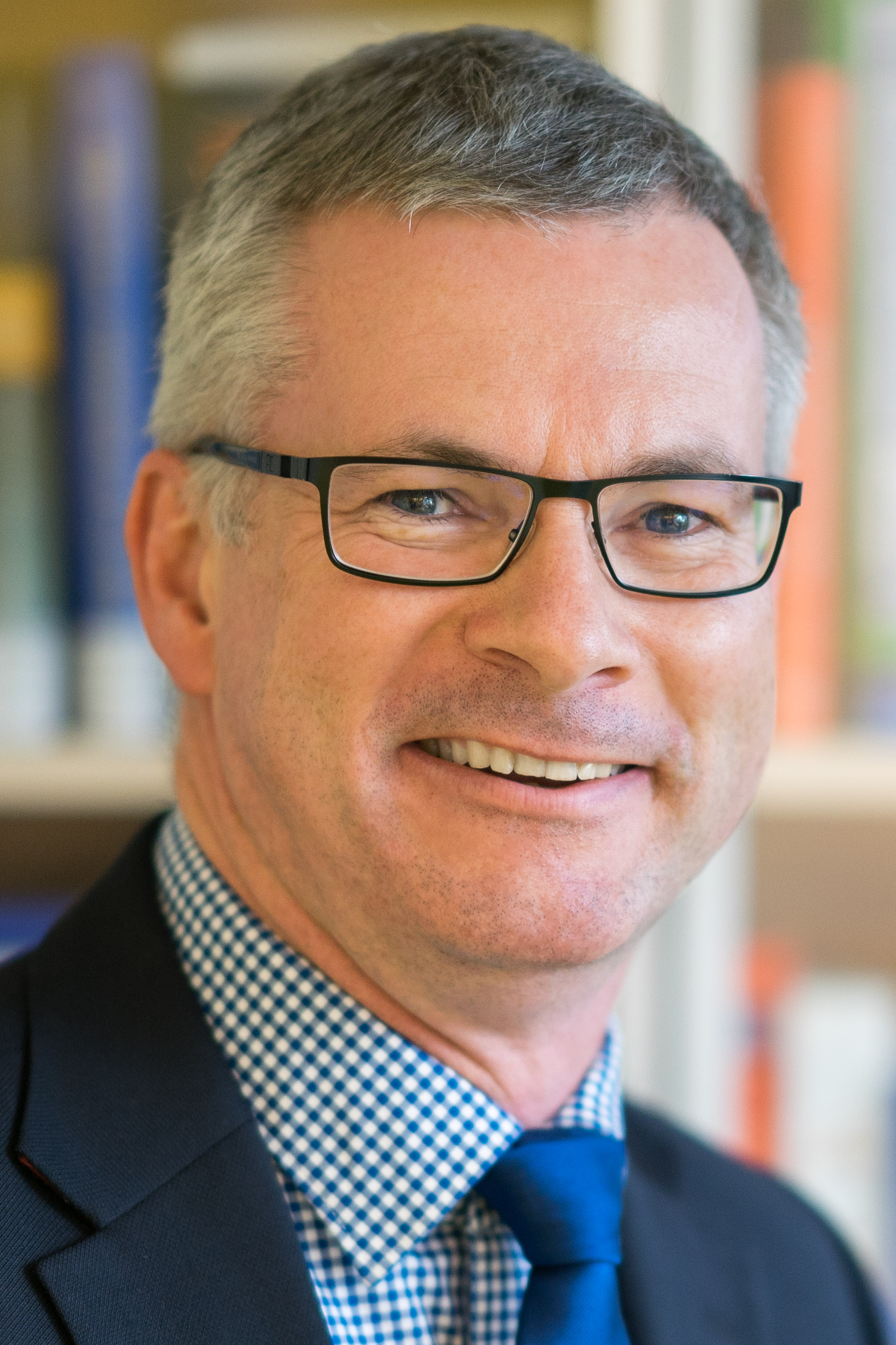
Hubert Huppertz

Hubert Huppertz (* 2. Mai 1967 in Münster) ist ein deutscher Chemiker.

## Leben
Huppertz besuchte das Gymnasium Wolbeck, an dem er 1987 sein Abitur ablegte und noch im selben Jahr seinen Grundwehrdienst beim 7. Sanitätsbataillon 110 in Leer (Ostfriesland) sowie beim Heeresmusikkorps 100 in Münster antrat. Anschließend verpflichtete sich Huppertz für zwei weitere Jahre, dem Land als 1. Flötist beim Heeresmusikkorps 100 in Münster zu dienen.
Von 1989 bis 1995 absolvierte er ein Studium der Chemie an der Universität Bayreuth, dem er eine Dissertation zum Thema Strukturelle Erweiterungen der Nitridosilicate anschloss. Er wurde 1997 in der Arbeitsgruppe von Wolfgang Schnick zum Dr. rer. nat. promoviert. Danach forschte er als Postdoktorand an der Ludwig-Maximilians-Universität München am Lehrstuhl für Anorganische Festkörperchemie in der Arbeitsgruppe von Wolfgang Schnick und wurde 2003 mit Arbeiten zu neuen Oxoboraten durch Multianvil Hochdruck-/Hochtemperatursynthesen habilitiert.
Huppertz folgte 2008 einem Ruf an die Leopold-Franzens-Universität Innsbruck, Österreich, wo er seitdem als Universitätsprofessor forscht und lehrt. Einen zeitgleich ausgesprochenen Ruf an die Universität Hannover lehnte er ab. Seit 2013 ist er Dekan der Fakultät für Chemie und Pharmazie der Universität Innsbruck. In den Jahren 2013–2018 war er Vizepräsident der Gesellschaft Österreichischer Chemiker und in den Jahren 2014–2017 Vorstandsmitglied der GDCh-Fachgruppe Festkörperchemie und Materialforschung. Seit dem 1. Januar 2019 ist er stellvertretender Vorsitzender des Österreichischen Universitätsprofessor/innenverbandes.

## Forschung
Huppertz und seine Arbeitsgruppe widmen sich der explorativen Festkörpersynthese neuer Verbindungen in den Substanzklassen der Borate, Fluorid- und Fluoridoborate, Borogallate, Borosulfate, Borogermanate, Gallate, Borat-Nitrate, Galliumoxo-Nitride, Seltenerd-Molybdate, intermetallische Phasen und Boride. In jüngster Zeit wurden die Forschungsaktivitäten auch auf Oxosilicate, Oxonitridosilicate und Nitridoaluminate ausgedehnt, wobei häufig deren Dotierung mit Seltenerdkationen im Vordergrund stand.
Die Synthesen der zuvor genannten Verbindungsklassen werden sowohl unter Atmosphären- (Hochfrequenzofen, Röhrenofen, Kammerofen), als auch unter Hochdruckbedingungen (Multianvil-Presse) durchgeführt. Neben den Standard-Festkörpersynthesen konnten auch mit anderen Synthesemethoden, wie z. B. Solvothermal- oder Ampullensynthesen bereits neue Verbindungen synthetisiert werden.
Im Fokus liegt in erster Linie die Strukturaufklärung mittels Röntgenbeugungsmethoden und die Charakterisierung der zunächst unbekannten Verbindungen. In weiterer Folge erfolgt im besten Falle die kontinuierliche Weiterentwicklung bis hin zur Anwendung dieser neuen Materialien. Dies geschieht zum Teil auch in unterschiedlichen Industrie-Kooperationsprojekten. Untersucht werden dabei vor allem magnetische, optische und mechanische Eigenschaften sowie thermische Stabilitäten der neuen Substanzen. Verbindungen der oben aufgeführten Substanzklassen zeigten bereits Eigenschaften wie nichtlinear optisches Verhalten, Lumineszenz und photokatalytische Aktivität.

## Auszeichnungen
- 2000: H. C. Starck-Promotionspreis
- 2006: Dr. Römer-Preis des Institut für Chemie und Biochemie der Ludwig-Maximilians-Universität München
- 2007: Dr. Römer-Preis des Institut für Chemie und Biochemie der Ludwig-Maximilians-Universität München
- 2009: Lupe Award für exzellente Wissenschaftskommunikation in Österreich
- 2010: Lehreplus! 2010 – Preis der Leopold-Franzens Universität Innsbruck für exzellente Lehre
- 2019: Forschungspreis der Stiftung Südtiroler Sparkasse

(entnommen aus CV)